# PAX Rally
De PAX Rally is de 2e rally uit de Dakar Series en wordt verreden in Portugal.
Hij start op 9 september 2008 in Lissabon en finisht op 14 september 2008 in Portimão.
Aan deze rally mogen alleen motoren, quads en auto's meedoen.

## Etappes + Etappe-winnaars PAX Rally 2008
| Etappe                      | Datum                  | Van                                                | Naar                                               | Special*                                           | Verbinding*                                        | Totaal                                             |             | Etappewinnaars  | Etappewinnaars                         | Etappewinnaars |
|                             | Dinsdag 9 september    | Technische- en administratieve keuring in Lissabon | Technische- en administratieve keuring in Lissabon | Technische- en administratieve keuring in Lissabon | Technische- en administratieve keuring in Lissabon | Technische- en administratieve keuring in Lissabon | Motoren     | Quads           | Auto's                                 |                |
| 1                           | Woensdag 10 september  | Lissabon                                           | Castelo Branco                                     | 223 km                                             | 161 km                                             | 384 km                                             | Ruben Faria | Hubert Deltrieu | Luc Alphand Gilles Picard              |                |
| 2                           | Donderdag 11 september | Castelo Branco                                     | Benavente                                          | 199 km                                             | 198 km                                             | 397 km                                             | Marc Coma   | Luis Engeitado  | Stéphane Peterhansel Jean-Paul Cottret |                |
| 3                           | Vrijdag 12 september   | Benavente                                          | Alcochete                                          | 180 km                                             | 70 km                                              | 250 km                                             | Ruben Faria | Luis Engeitado  | Carlos Sainz Michel Perin              |                |
| 4                           | Zaterdag 13 september  | Alcochete                                          | Portimão                                           | 159 km                                             | 309 km                                             | 468 km                                             | Ruben Faria | Luis Engeitado  | Stéphane Peterhansel Jean-Paul Cottret |                |
| 5                           | Zondag 14 september    | Portimão                                           | Portimão                                           | 68 km                                              | 16 km                                              | 84 km                                              | Ruben Faria | Luis Engeitado  | Nasser Al-Attiyah Tina Thorner         |                |
| *route kan gewijzigd worden | Totaal:                | 829 km                                             | 754 km                                             | 1583 km                                            |                                                    |                                                    |             |                 |                                        |                |

## Uitslagen PAX Rally 2008

### Motoren
| positie                                          | startnr.                             | coureur                              | team                                 | merk                                 | tijd                  |
| ------------------------------------------------ | ------------------------------------ | ------------------------------------ | ------------------------------------ | ------------------------------------ | --------------------- |
| 1                                                | 6                                    | Ruben Faria                          |                                      | Honda CRF 450 X                      | 12h16'39"             |
| 2                                                | 2                                    | Cyril Despres                        |                                      | KTM LC4 690 Rally                    | 12h22'44"             |
| 3                                                | 4                                    | Marc Coma                            |                                      | KTM LC4 690 Rally                    | 12h24'31"             |
| 4                                                | 3                                    | Hélder Rodrigues                     |                                      | Honda CRF 450 X                      | 12h28'54"             |
| 5                                                | 9                                    | Paulo Gonçalves                      |                                      | Honda CRF 450 X                      | 12h43'06"             |
| 6                                                | 1                                    | David Casteu                         |                                      | KTM LC4 690 Rally                    | 12h45'45"             |
| 7                                                | 7                                    | Zé Hélio                             |                                      | BP                                   | 13h05'39"             |
| 8                                                | 22                                   | Pedro Oliveira                       |                                      | Yamaha WR 450                        | 13h08'49"             |
| 9                                                | 11                                   | Gerard Farres                        |                                      | KTM LC4 690 Rally                    | 13h16'21"             |
| 10                                               | 41                                   | Teus Visser                          |                                      | KTM 690 Rally                        | 13h16'52"             |
| Nederlanders die buiten de top 10 gefinisht zijn |                                      |                                      |                                      |                                      |                       |
| 12                                               | 27                                   | Henk Knuiman                         |                                      | KTM                                  | 13:30:54              |
| 21                                               | 28                                   | Gerben Vruggink                      |                                      | Honda                                | 14:49:58              |
| 26                                               | 24                                   | Mirjam Pol                           |                                      | Honda                                | 15:43:43              |
| 27                                               | 26                                   | Kees Koolen                          |                                      | Honda                                | 15:49:48              |
| 29                                               | 16                                   | Dirk Schuttel                        | Race4Kids                            | Yamaha                               | 16:03:02              |
| 31                                               | 38                                   | Dirk van Dam                         |                                      | KTM                                  | 17:09:26              |
| 33                                               | 40                                   | Evert Kroon                          |                                      | KTM                                  | 17:20:19              |
| 34                                               | 37                                   | Ronny Roos                           |                                      | KTM                                  | 17:31:53              |
| 35                                               | 36                                   | John Braat                           |                                      | Yamaha                               | 17:35:35              |
| 44                                               | 50                                   | Loek Bodelier                        |                                      | Yamaha                               | 29:17:37              |
| Nederlanders die niet gefinisht zijn             | Nederlanders die niet gefinisht zijn | Nederlanders die niet gefinisht zijn | Nederlanders die niet gefinisht zijn | Nederlanders die niet gefinisht zijn | uitgevallen in etappe |
|                                                  | 39                                   | Gerard Rond                          |                                      | KTM EXC 530                          | 4                     |

### Quads
| positie                                          | startnr.                             | coureur                              | team                                 | merk                                 | tijd                  |
| ------------------------------------------------ | ------------------------------------ | ------------------------------------ | ------------------------------------ | ------------------------------------ | --------------------- |
| 1                                                |                                      |                                      |                                      |                                      |                       |
| 2                                                |                                      |                                      |                                      |                                      |                       |
| 3                                                |                                      |                                      |                                      |                                      |                       |
| 4                                                |                                      |                                      |                                      |                                      |                       |
| 5                                                |                                      |                                      |                                      |                                      |                       |
| 6                                                |                                      |                                      |                                      |                                      |                       |
| 7                                                |                                      |                                      |                                      |                                      |                       |
| 8                                                |                                      |                                      |                                      |                                      |                       |
| 9                                                |                                      |                                      |                                      |                                      |                       |
| 10                                               |                                      |                                      |                                      |                                      |                       |
| Nederlanders die buiten de top 10 gefinisht zijn |                                      |                                      |                                      |                                      |                       |
| --                                               |                                      |                                      |                                      |                                      |                       |
| --                                               |                                      |                                      |                                      |                                      |                       |
| --                                               |                                      |                                      |                                      |                                      |                       |
| Nederlanders die niet gefinisht zijn             | Nederlanders die niet gefinisht zijn | Nederlanders die niet gefinisht zijn | Nederlanders die niet gefinisht zijn | Nederlanders die niet gefinisht zijn | uitgevallen in etappe |
| --                                               |                                      |                                      |                                      |                                      |                       |
| --                                               |                                      |                                      |                                      |                                      |                       |
| --                                               |                                      |                                      |                                      |                                      |                       |

### Auto's
| positie                                          | startnr.                             | coureurs                             | team                                 | merk                                 | tijd                  |
| ------------------------------------------------ | ------------------------------------ | ------------------------------------ | ------------------------------------ | ------------------------------------ | --------------------- |
| 1                                                |                                      |                                      |                                      |                                      |                       |
| 2                                                |                                      |                                      |                                      |                                      |                       |
| 3                                                |                                      |                                      |                                      |                                      |                       |
| 4                                                |                                      |                                      |                                      |                                      |                       |
| 5                                                |                                      |                                      |                                      |                                      |                       |
| 6                                                |                                      |                                      |                                      |                                      |                       |
| 7                                                |                                      |                                      |                                      |                                      |                       |
| 8                                                |                                      |                                      |                                      |                                      |                       |
| 9                                                |                                      |                                      |                                      |                                      |                       |
| 10                                               |                                      |                                      |                                      |                                      |                       |
| Nederlanders die buiten de top 10 gefinisht zijn |                                      |                                      |                                      |                                      |                       |
| --                                               |                                      |                                      |                                      |                                      |                       |
| --                                               |                                      |                                      |                                      |                                      |                       |
| Nederlanders die niet gefinisht zijn             | Nederlanders die niet gefinisht zijn | Nederlanders die niet gefinisht zijn | Nederlanders die niet gefinisht zijn | Nederlanders die niet gefinisht zijn | uitgevallen in etappe |
| --                                               |                                      |                                      |                                      |                                      |                       |
| --                                               |                                      |                                      |                                      |                                      |                       |